# Caxias do Sul
Caxias do Sul este un oraș în Rio Grande do Sul (RS), Brazilia.